# 25 Batalion Dowozu Amunicji
25 Samodzielny Batalion Dowozu Amunicji (25 sbda) – jednostka logistyczna Wojska Polskiego.

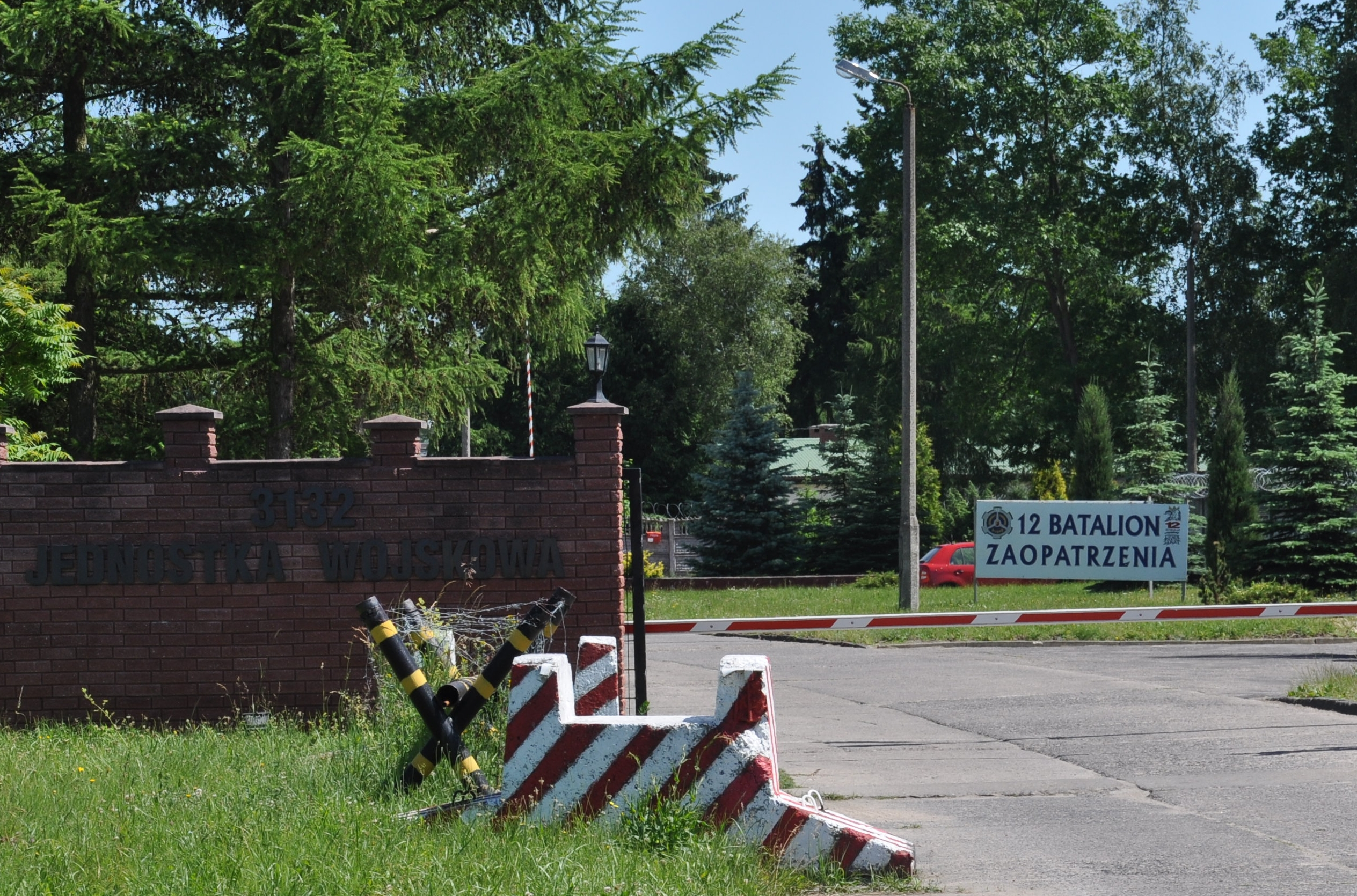
W tych koszarach do 1994 stacjonował 25 bda (dda)

## Historia
W 1964 został sformowany Batalion (Dywizjon) w Kobylance/Bielkowie na podstawie rozkazu Ministra Obrony Narodowej na potrzeby zaopatrywania specjalnego z nazwą 25 Samodzielny Batalion Dowozu Amunicji, a następnie jako 25 Batalion Dowozu Amunicji, osiągając pełną gotowość w 1966.
W 1982 batalion posiadał trzy kompanie transportowe.
W 1990 drastycznie obniżony został stopień skompletowania brygad rakiet, a w 1991 likwidacji uległy dywizjony rakiet taktycznych. Brygady rakiet egzystowały jeszcze przez niespełna rok, by ostatecznie przekazać swój zasadniczy sprzęt do obiektu pozostałego po rozformowanej
15 PTBR w Bielkowie pod ochronę – jeszcze istniejącego – 25 bda. W latach 1991–1994 25 bda przyjmował, a później przekazywał do innych jednostek, zestawy OTR-21 Toczka (trafiły do Choszczna). W 1992, z rozformowanej 15 Polowej Technicznej Bazy Rakietowej, zostali do 25 Batalionu Dowozu Amunicji (Dywizjon) skierowani służbowo żołnierze zawodowi do odbycia dalszej służby. W 1994 25 bda został rozformowany.

## Funkcjonowanie, struktura, zakres działania
W czasie pokoju jednostka funkcjonowała pod nazwą „25 Samodzielny Batalion Dowozu Amunicji” oraz „25 Batalion Dowozu Amunicji”, która miała maskować jej faktyczny charakter. W czasie mobilizacji stawał się jako „25 Armijny Dywizjon Dowozu Amunicji” i wraz z 15 ptbr oraz 36 Brygadą Artylerii wchodził w skład Frontu Polskiego.

### Struktura organizacyjna
- dowództwo i sztab
- trzy kompanie transportowe
- pluton zabezpieczenia
- pluton warsztatowy

### Zakres działania
Etat czasu „P” przewidywał 44 kadry zawodowej oraz 102 żołnierzy służby zasadniczej, a na czas „W” odpowiednio 78 kadry i 226 żołnierzy zasadniczej służby wojskowej.
Przy takim stanie batalion mógł podjąć jednorazowo:
- 24 rakiety 8K14 R-300,
- 81 rakiet 9M21 R-70,
- 72 rakiet 3M9ME KUB,
- 180 rakiet 3M33 OSA,
- 8 rakiet 3M8 KRUG,
- 36 głowic różnych typów (R11, R17) do rakiet operacyjno-taktycznych i taktycznych.

25 bda współpracował z 15 ptbr (JW 1154) na potrzeby zaopatrywania specjalnego na korzyść 3 Brygady Rakiet Operacyjno-Taktycznych oraz zmodernizowanymi w tym celu magazynami 20 Okręgowej Składnicy Amunicji (JW 3646) w Mostach i 8 samodzielnym batalionem dowozu rakietowych materiałów napędowych w Jarominie (sbdRMN, JW 1286).

## Dowódcy

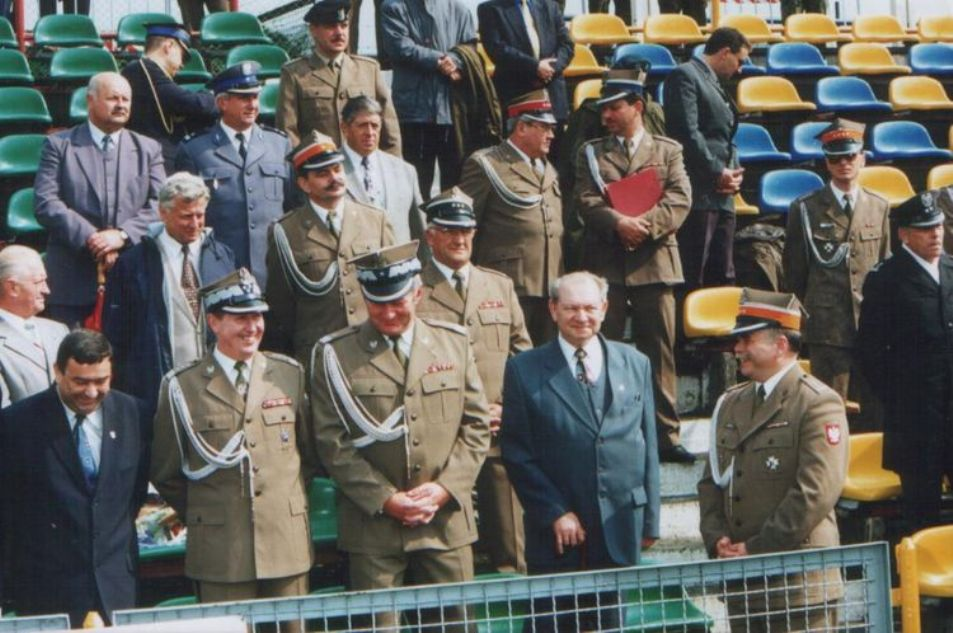
Były d-ca 25 bda płk Wiesław Wroński (drugi rząd)

- mjr mgr inż. Jan Dyś – (1964–1965)
- mjr inż. Włodzimierz Uzdowski – (1965–1966)
- mjr mgr inż. Aleksander Stefański – (1966–1967)
- ppłk inż. Edward Towgin – (1967–1974)
- ppłk inż. Jerzy Folte – (1974–1978)
- ppłk mgr inż. Wiesław Wroński – (1978–1984)
- ppłk inż. Henryk Stolarski – (1984–1989)
- mjr dypl. Jerzy Jastrzębski – (1989–1994)